# Squalius laietanus
 Squalius laietanus, conegut com a bagra catalana, és una espècie de peix cipriniforme de la família dels ciprínids.

## Morfologia
Els mascles poden assolir els 13,5 cm de longitud total.

## Distribució geogràfica
Es troba des del riu Ebre fins a Port Bou i des del riu Tec fins al riu Aglí.